# Rivière Ducros
Pour les articles homonymes, voir Ducros.
La rivière Ducros est un affluent de la rive est de la rivière Taschereau laquelle coule vers le nord-est pour se déverser sur la rive ouest de la rivière Bell. Cette dernière coule vers le nord jusqu’à la rive sud du lac Matagami. La rivière Ducros coule dans le territoire non organisé de Lac-Despinassy, dans la municipalité régionale de comté (MRC) de Abitibi, dans la région administrative de l’Abitibi-Témiscamingue, au Québec, au Canada.

## Géographie
Les bassins versants voisins de la rivière Ducros sont :
- côté nord : rivière Taschereau, rivière Bell, La Petite Rivière ;
- côté est : rivière Boucane, rivière Bell ;
- côté sud : ruisseau Paquin, ruisseau Girard, rivière Pascalis, lac Tibblemont ;
- côté ouest : rivière Taschereau, ruisseau Tourville, rivière Laflamme.

La rivière Ducros prend sa source dans le territoire non organisé de Lac-Despinassy du côté sud d’une montagne dont le sommet culmine à 362 m.
Cette source est située à l'ouest du lac Parent, au sud de la confluence de la rivière Ducros, au nord du centre-ville de Senneterre et au sud de la confluence de la rivière Taschereau.
À partir de sa source, le cours de la rivière Ducros coule généralement vers le nord sur environ 45 km selon les segments suivants :
- vers le nord, jusqu’à un ruisseau (venant du sud-est) ;
- vers le nord, en serpentant jusqu’à un ruisseau (venant de l'ouest) ;
- vers le nord, en serpentant jusqu’à un ruisseau (venant du sud-ouest) ;
- vers le nord, jusqu’à un ruisseau (venant du sud-est) ;
- vers le nord-ouest, en serpentant jusqu’à la confluence d’un ruisseau (venant du sud) drainant des zones de marais ;
- vers le nord-ouest, en serpentant jusqu’à sa confluence[1].

La rivière Ducros se déverse sur la rive est de la rivière Taschereau. Cette confluence se situe au sud-est de la source de La Petite Rivière. Cette confluence de la rivière Ducros est située sud de Lebel-sur-Quévillon et  au nord du centre-ville de Senneterre.

## Toponymie
Le toponyme rivière Ducros a été officialisé le 5 décembre 1968 à la Commission de toponymie du Québec, soit lors de sa création.